# Chinesischer Pavillon (Neustrelitz)

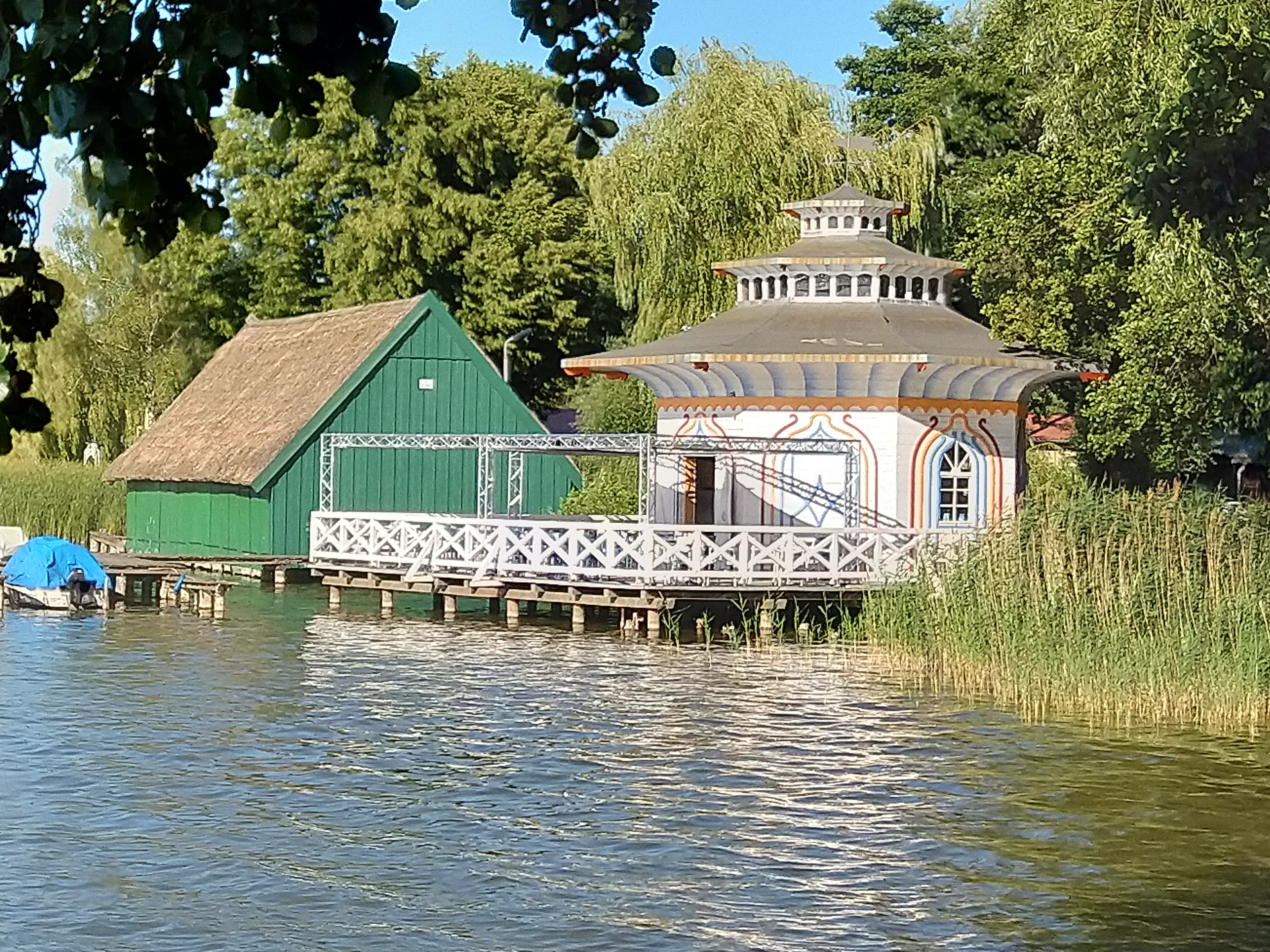
Bootshaus und Pavillon, 2019

Der Chinesische Pavillon in Neustrelitz (Mecklenburg-Vorpommern), Useriner Straße am  Zierker See nahe der Weißen Brücke, wurde im 19. Jahrhundert als Wäschespülhaus gebaut. Heute dient er als Sommercafé.
Das Gebäude steht unter Denkmalschutz.

## Geschichte

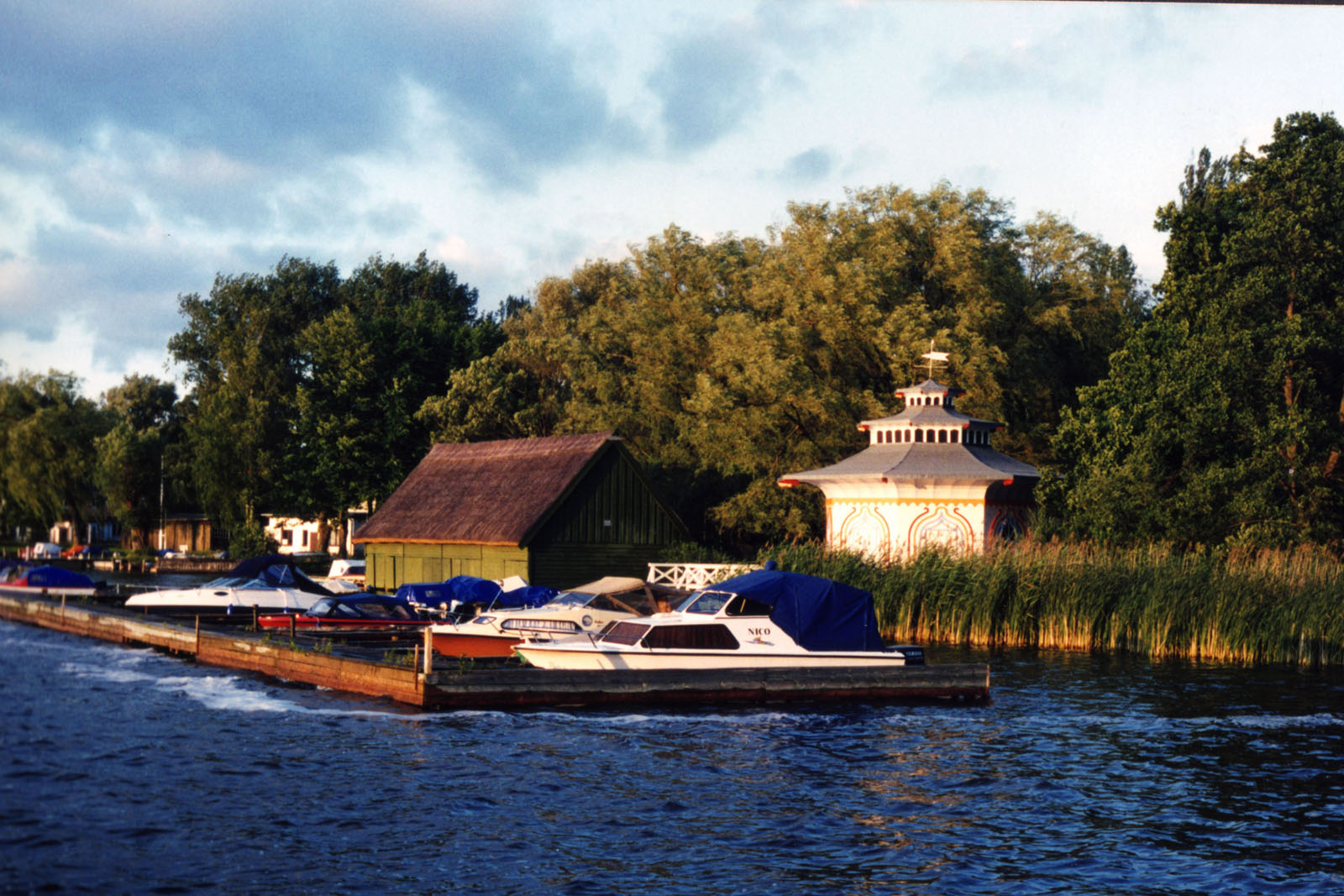
Bootshaus und Wäschespülhaus, 2009

Die Residenzstadt Neustrelitz mit 20.151 Einwohnern (2020) wurde erstmals 1732 erwähnt.
Der achteckige Pavillon mit den zwei pagodenartigen Aufbauten, in polychromer Farbigkeit, wurde 1821 nach Plänen von Friedrich Wilhelm Buttel als großherzogliches Wäschespülhaus gebaut. Im Stile der im 18. und 19. Jahrhundert in Europa verbreiteten Mode der Chinoiserie sind noch die beiden chinesischen Pavillons auf dem Doberaner Kamp in Mecklenburg-Vorpommern erhalten.
Früher stand der Pavillon noch im Zierker See, dessen Wasserspiegel sich durch Baumaßnahmen (Torfflößerkanal um 1790, Ausbau zum Kammerkanal 1840/43) um 1,60 Meter absenkte. Der Innenraum war von einem umlaufenden Holzsteg umgeben, auf dem die Mägde knieten, um die Wäsche im Seewasser zu spülen.
1997 wurde das Holzgebäude saniert und ein Fußboden eingezogen. Es wurde 2017 zu einem Café umgebaut.